# Parzymiechy

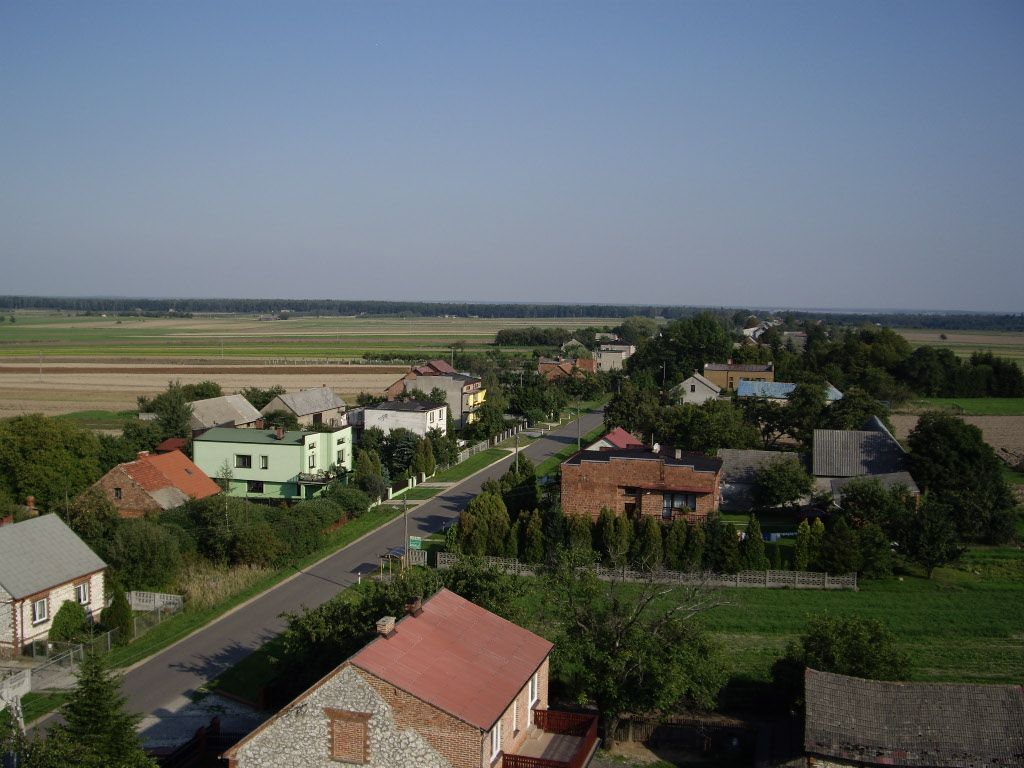
ul. Częstochowska

ul. Krzepicka i park

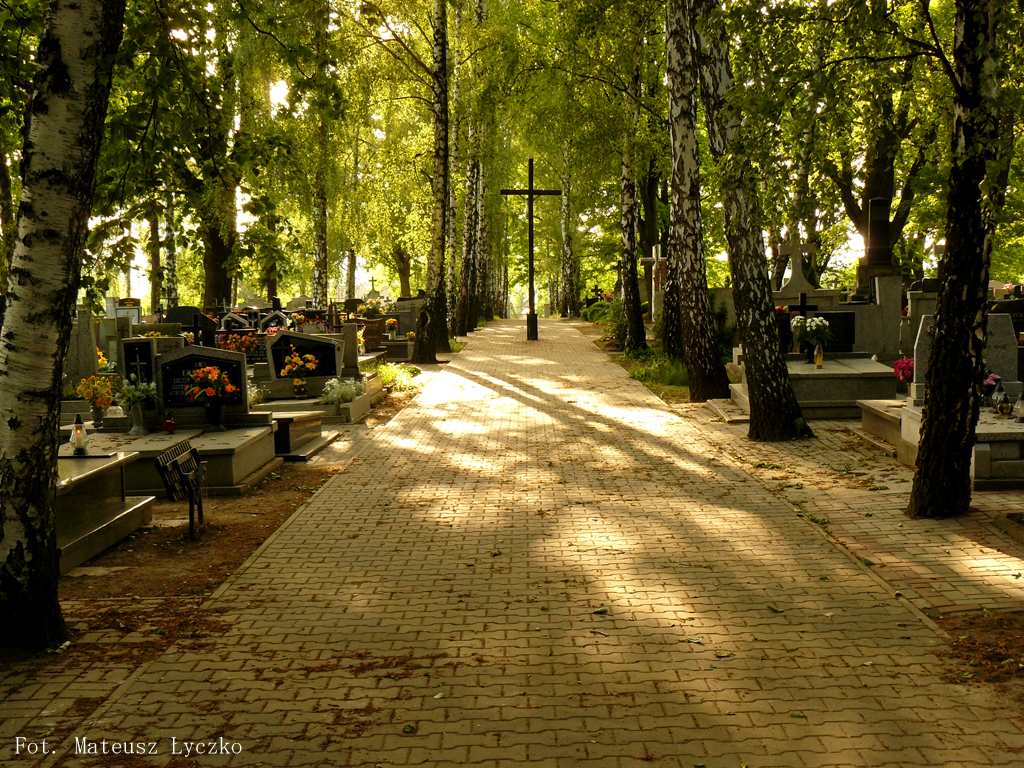
Parzymiechy – główna aleja cmentarza

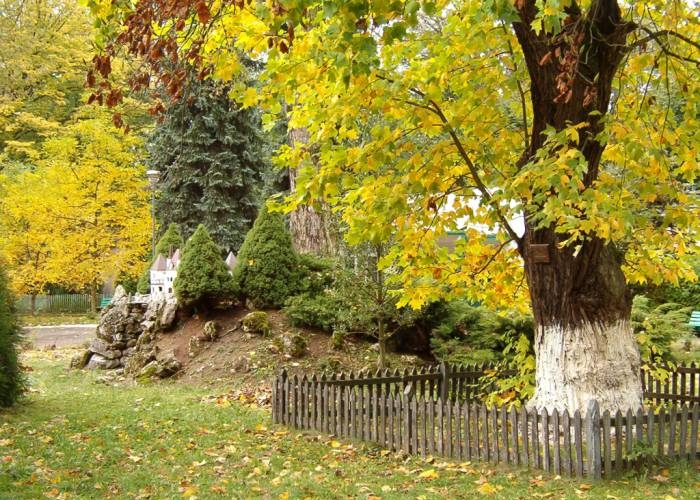
Park w Parzymiechach

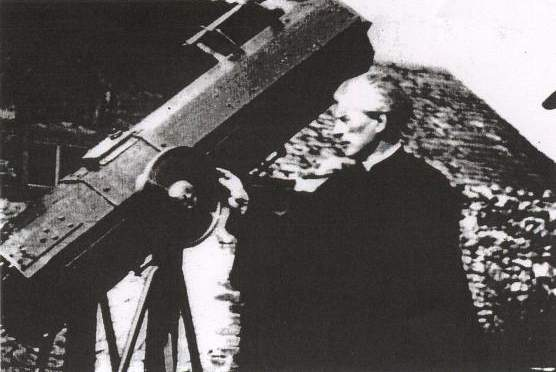
Ks. Bonawentura Metler

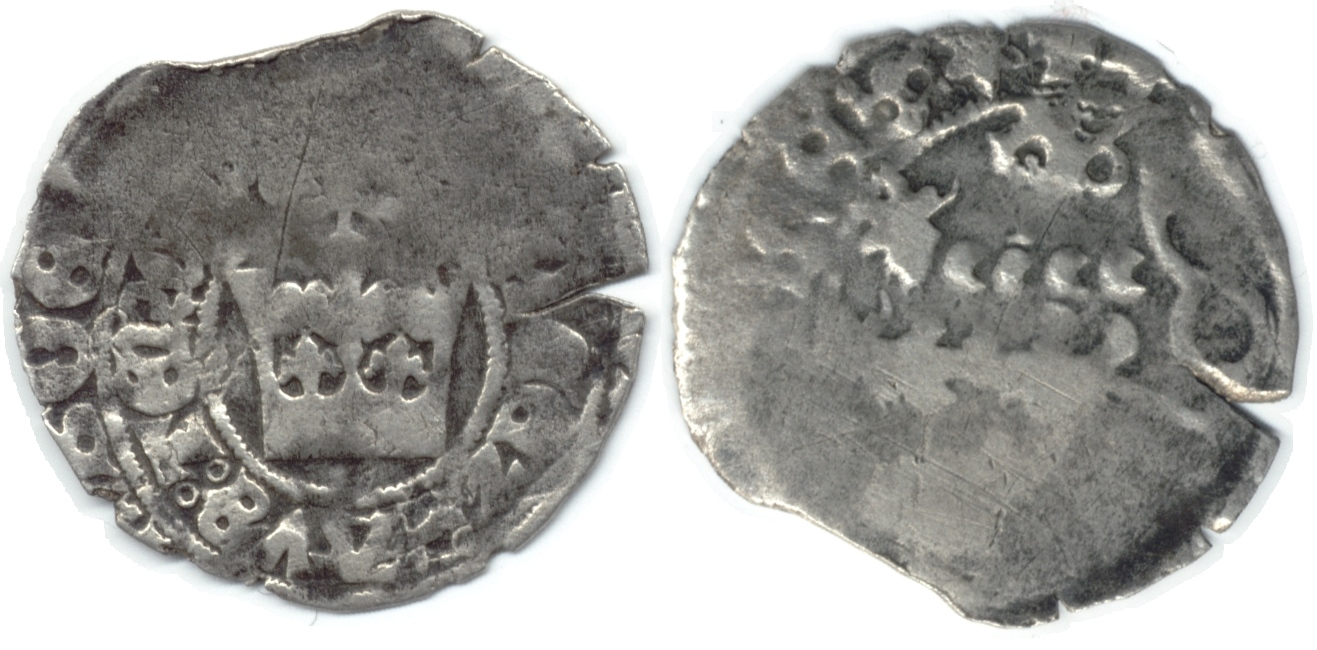
Grosz praski znaleziony w Parzymiechach

Parzymiechy – wieś w Polsce położona w województwie śląskim, w powiecie kłobuckim, w gminie Lipie. Siedziba sołectwa. We wsi znajduje się ośrodek odwykowy dla alkoholików.

## Geografia
Wieś położona na terenie o rzeźbie polodowcowej z pagórkami morenowymi (Wysoczyzna Działoszyńsko-Lindowska, część Wyżyny Wieluńskiej) wspartymi także na wapiennym podłożu jurajskim. Najstarsza, środkowa część miejscowości przylega od północnego zachodu do takiego pagórka.
W skład wsi wchodzą kolonie nazywane Zagórze i Parcele.

## Przyroda
- Rezerwat przyrody Stawiska – położony w północnej części wsi rezerwat przyrody o powierzchni 6,28 ha, utworzony w 1959 r. dla ochrony grądu niskiego i łęgu z 25 pomnikowymi dębami szypułkowymi.
- Park w stylu angielskim – położony w środkowej części wsi, założony w końcu XVIII wieku, w XIX/XX wieku poszerzony do powierzchni 11,6 ha. W parku rośnie 19 gatunków drzew, w tym dwa egzotyczne – tulipanowiec i magnolia. Dwa parkowe stawy noszą nazwy „Mieszko” (większy) i „Księżycowy” (starszy).
- Pomnikowy dąb szypułkowy – o obwodzie 513 cm; rośnie przy zbiegu ulic Zagórze[5] i Częstochowskiej w pobliżu cmentarza.
- Dawne aleje dekoracyjne – aleja wjazdowa do parku (lipowa) oraz stare aleje przy ulicach Stawowej i Kasztanowej (zachowana w części północno-wschodniej). Aleje przy ulicach Wieluńskiej i Chmielnej zostały wycięte.

Około 1,5 km na wschód od wsi znajduje się obszar źródliskowy Grabarki. Występują tu liczne krasowe źródła, rosną okazałe buki i jodły. Do stawów prowadzi aleja grabowa (obwody drzew do 250 cm), przy stawach okazałe dęby – pomniki przyrody.
W odległości 1 km na zach. od stawów – ścisły rezerwat przyrody Bukowa Góra utworzony w 1959 r., niedostępny dla turystów.

## Historia
Lokowana w średniowieczu (1266). Dawniej szlachecka własność m.in. rodu Kobylańskich herbu Grzymała, Warszyckich herbu Abdank, później Ponińskich herbu Łodzia, potem Walewskich herbu Kolumna, od 1865 r. m.in. niemieckiego rodu Klitzing, a w 1891 r. przeszła w ręce Potockich herbu Pilawa. Od XV w. siedziba parafii Parzymiechy. Od schyłku XVIII w. Parzymiechy wyodrębnione z większego kompleksu dóbr ziemskich. 
1 września 1939 w pobliżu wsi miała miejsce bitwa graniczna z Niemcami. Jeszcze tego samego dnia Niemcy spacyfikowali Parzymiechy, a także sąsiednią Zimnowodę. Zamordowano co najmniej 75 mieszkańców wsi, w tym ok. 20 dzieci.
Od 1940 w pobliżu wsi funkcjonował niemiecki obóz pracy przymusowej.
W 1964 w Parzymiechach otwarto zakład lecznictwa odwykowego.

## Wspólnoty wyznaniowe
Siedziba rzymskokatolickiej parafii św. Apostołów Piotra i Pawła.

## Przynależność administracyjna
- 1919–1950 – województwo kieleckie, powiat częstochowski, gmina Lipie
  - 1939–1945 – okupacja niemiecka: prowincja górnośląska (Oberschlesien), rejencja opolska (Regierungsbezirk Oppeln), powiat blachowieński (Kreis Blachstadt)
- 1950–1952 – województwo katowickie, powiat częstochowski, gmina Lipie
- 1952–1954 – województwo katowickie, powiat kłobucki, gmina Lipie
  - 1953–1956 – jako województwo stalinogrodzkie
- 1954–1972 – województwo katowickie, powiat kłobucki, gromada Parzymiechy
- 1973–1975 – województwo katowickie, powiat kłobucki, gmina Lipie
- 1975–1998 – województwo częstochowskie, gmina Lipie
- od 1999 – województwo śląskie, powiat kłobucki, gmina Lipie

## Zabytki i pomniki
- Kościół św.św. Piotra i Pawła – pierwotnie z XIV w., budowany z kamienia wapiennego. W latach 1570–1658 był zborem braci polskich (w Liber beneficiorum... , t. II, Gniezno 1891 r. podaje się, że był w rękach kalwinów do 1660 r.). Rozbudowany w XVIII, XIX i XX w. (dobudowana wieża z dzwonnicą) zatracił cechy stylu. Zachowały się w nim dwa gotyckie portale z XV w.

- Zespół podworski – istniejący przynajmniej od XVIII w., poszerzony w XIX/XX w., składa się z parku w stylu angielskim, oficyny (która może być kontynuacją dawnego dworu), łazienek ogrodowych i pozostałości alei wjazdowej oraz budynków gospodarczych. Wykorzystywany obecnie przez ośrodek leczenia alkoholików. Pałac Potockich z pocz. XX w. został zniszczony w czasie II wojny światowej i rozebrany w latach powojennych.

- Cmentarz Potockich – rodzinny cmentarz Potockich otoczony wysokim murem; groby z (XIX-XXI w.).

- Pomnik żołnierzy – na cmentarzu na mogile 29 żołnierzy 83 Pułku Strzelców Poleskich z Kobrynia, którzy polegli 1 września 1939 r. w bitwie granicznej z Niemcami rozpoczynającej II wojnę światową.

- Pomnik cywilnych ofiar II wojny światowej i okupacji – u zbiegu ulic Krzepickiej i Starowiejskiej, odsłonięty w 1965 r.

- Pomnik ofiar niemieckiego obozu pracy przymusowej – przy drodze do wsi Grabarze, w pobliżu miejsca kaźni.

- Tablice pamiątkowe – poświęcone Konspiracyjnemu Wojsku Polskiemu i ks. Bonawenturze Metlerowi, umieszczone na kościele.

W rejestrze zabytków umieszczone są: kościół, zespół podworski.

## Turystyka
Przez Parzymiechy prowadzi turystyczny szlak rezerwatów przyrody, znakowany na niebiesko  zaczynający się przy dworcu PKP w Blachowni, biegnący przez rezerwaty Szachownica, Węże, Dąbrowa w Niżankowicach, Mokry Las, do przystanku PKP Chorzew Siemkowice.

## Komunikacja
Przez Parzymiechy przebiega droga krajowa nr 42 oraz drogi powiatowe, gminne i inne.
Wieś objęta jest komunikacją autobusową PKS obsługującą 7 przystanków, oferującą połączenia z Częstochową, Wieluniem, Pajęcznem oraz Wrocławiem i Opolem.

## Oświata
- Przedszkole Publiczne w Parzymiechach
- Szkoła Podstawowa im. Adama Mickiewicza w Parzymiechach
- Gimnazjum im. Ks. Bonawentury Metlera w Parzymiechach
- Świetlica środowiskowa

## Kultura
We wsi działa filia gminnej biblioteki publicznej oraz Stowarzyszenie im. ks. Bonawentury Metlera. W latach 1998–1999 ukazywał się miesięcznik „Nasza Wieś” poruszający problematykę Parzymiech i regionu. W latach 2001–2004 wydawane było lokalne czasopismo „Mała Ojczyzna”.

## Sport
Parzymiechy są miejscem rozgrywania biegów przełajowych. Corocznie odbywa się najstarsza spośród tych imprez: Bieg Jesienny im. Redaktora Tomasza Hopfera.
Od 1992 działa klub piłkarski Sokół Parzymiechy. Sekcja juniorów działa do dnia dzisiejszego, natomiast sekcja seniorska zawiesiła swoją działalność w 2005 roku.
W zakładzie odwykowym rozwinął działalność Klub Sportowy Zryw Parzymiechy.

## Ochrona zdrowia
We wsi działa Wiejski Ośrodek Zdrowia, który podlega ZOZ w Kłobucku.
W centrum wsi znajduje się apteka.

## Ośrodek Terapii Uzależnień w Parzymiechach

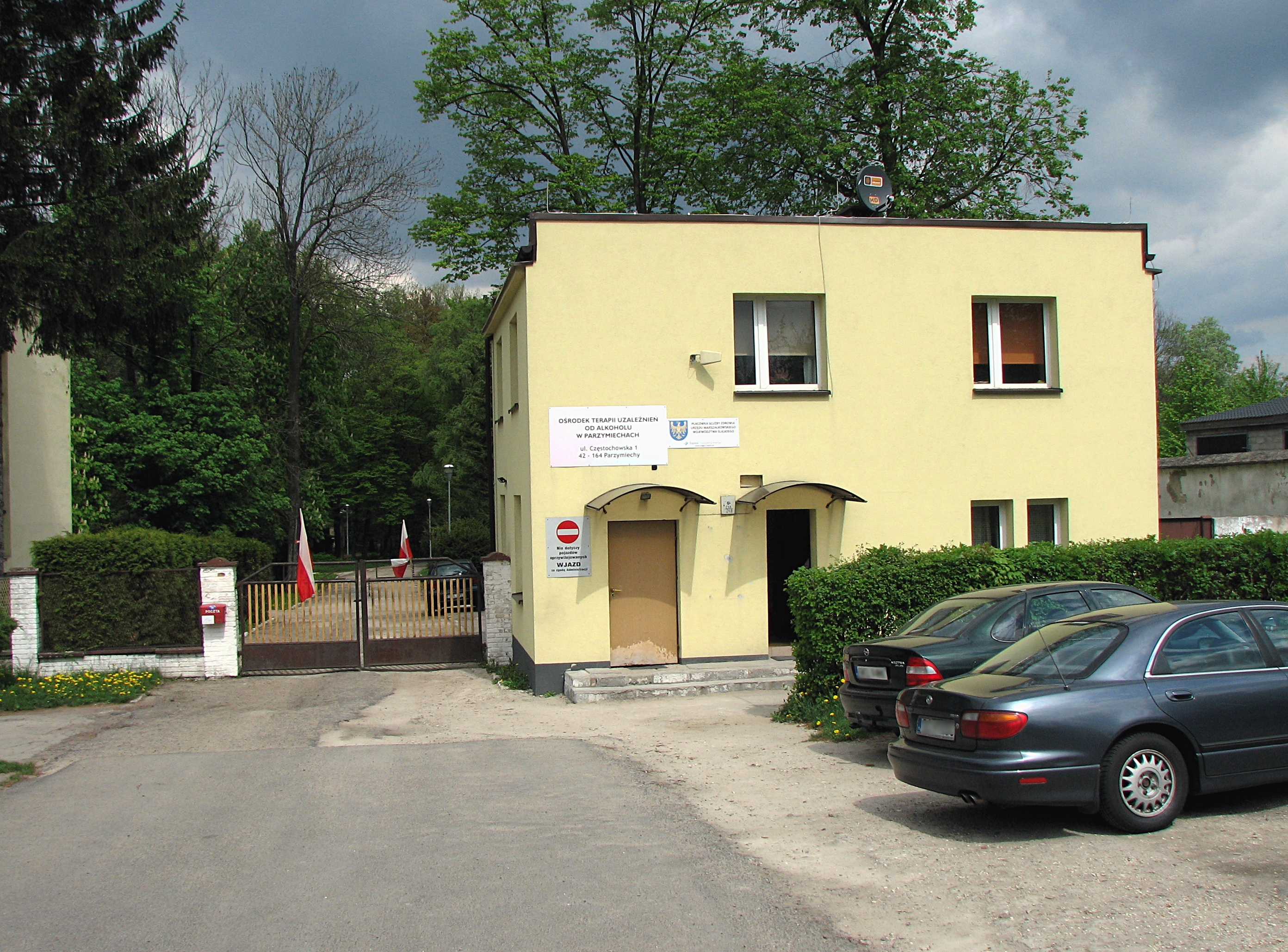
Ośrodek Terapii Uzależnień od Alkoholu w Parzymiechach

W 1964 roku na terenie parku podworskiego otwarto zakład lecznictwa odwykowego. Założony w 1964 roku Ośrodek w Parzymiechach jest miejscem z tradycjami. Powstał jako Wojewódzki Zakład Lecznictwa Odwykowego. 
Od roku 2008 pacjenci korzystają z wielofunkcyjnego budynku z nowoczesnymi salami terapeutycznymi, laboratorium, kuchnią i stołówką. Utworzono także siłownię i klub fitness.
Od 1 marca 2011 roku funkcjonuje jako NZOZ Ośrodek Terapii Uzależnień. 
W planach pozostaje jeszcze przebudowa kolejnego budynku. W ciągu najbliższych kilku lat ma tam powstać jeszcze jeden, 30-łóżkowy oddział i inne pomieszczenia służące terapii pacjentów. Ważniejsza jednak od modernizacji budynków i pomieszczeń okazała się modernizacja samego programu psychoterapii.